# Barinas virginis
Espèce
Synonymes
- Vimina virginis González-Sponga, 1987

Barinas virginis est une espèce d'opilions laniatores de la famille des Agoristenidae.

## Distribution
Cette espèce est endémique de l'État de Trujillo au Venezuela. Elle se rencontre vers Trujillo sur le Cerro de La Virgen.

## Description
Le mâle holotype mesure 2,95 mm et la femelle paratype 2,82 mm.

## Systématique et taxinomie
Cette espèce a été décrite sous le protonyme Vimina virginis par González-Sponga en 1987. Elle est placée dans le genre Barinas par García et Ahumada-Cabarcas en 2022.

## Publication originale
- González-Sponga, 1987 : « Aracnidos de Venezuela. Opiliones Laniatores I. Familias Phalangodidae y Agoristenidae. » Boletin de la Academia de Ciencias Fisicas, Matematicas y Naturales, vol. 23, p. 1–562 (texte intégral).